# Stadio Renato Curi
Das Stadio Renato Curi ist ein Fußballstadion in der italienischen Stadt Perugia, Region Umbrien.
Der Fußballverein Perugia Calcio trägt hier seine Heimspiele aus. Benannt ist das Stadion nach dem ehemaligen Spieler Renato Curi, der während eines Ligaspiels gegen Juventus Turin am 30. Oktober 1977 verstarb. Die Kapazität beträgt 28.000 Sitzplätze.

## Geschichte
Errichtet wurde das Stadion, das sich unterhalb der Altstadt im Stadtteil Pian di Massiano befindet, 1974 in nur drei Monaten Bauzeit, nachdem der AC Perugia in die höchste italienische Spielklasse aufgestiegen war und das bisherige, 1937 eingeweihte Stadio Santa Giuliana den Anforderungen der Serie A nicht genügte. Bis zur Umbenennung in Stadio Renato Curi hieß die Sportstätte Stadio Comunale di Pian di Massiano.

## Struktur
Auf der unüberdachten Nordtribüne stehen die Fans von Perugia Calcio. Ihnen stehen etwa 6.000 Plätze zur Verfügung. Für Gästefans ist etwas mehr als Drittel, d. h. etwa 2.500 Plätze, der ebenfalls unüberdachten Südtribüne reserviert. Die Gegentribüne mit ca. 8.000 Plätzen ist ebenso nicht überdacht, im Gegensatz zur Haupttribüne, die VIP- sowie 312 Presseplätze beinhaltet.

## Länderspiele
Im Stadio Renato Curi fanden bisher fünf Länderspiele der italienischen Herren-Nationalmannschaft statt.
- 22. Dez. 1983:  Italien –  Zypern 3:1 (EM-Qualifikation)
- 22. Dez. 1988:  Italien –  Schottland 2:0 (Freundschaftsspiel)
- 09. Okt. 1996:  Italien –  Georgien 1:0 (WM-Qualifikation)
- 25. Apr.l 2001:  Italien –  Südafrika 1:0 (Freundschaftsspiel)
- 04. Juni 2014:  Italien –  Luxemburg 1:1 (Freundschaftsspiel)

## Galerie

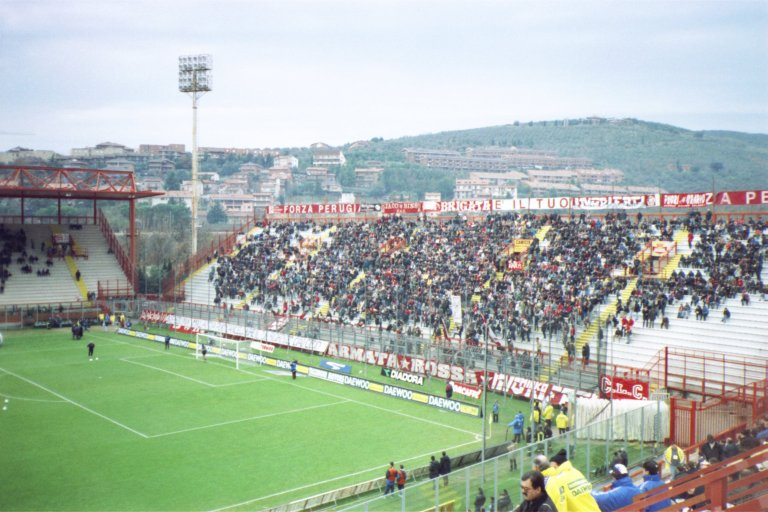
Die Nordkurve des Stadio Renato Curi
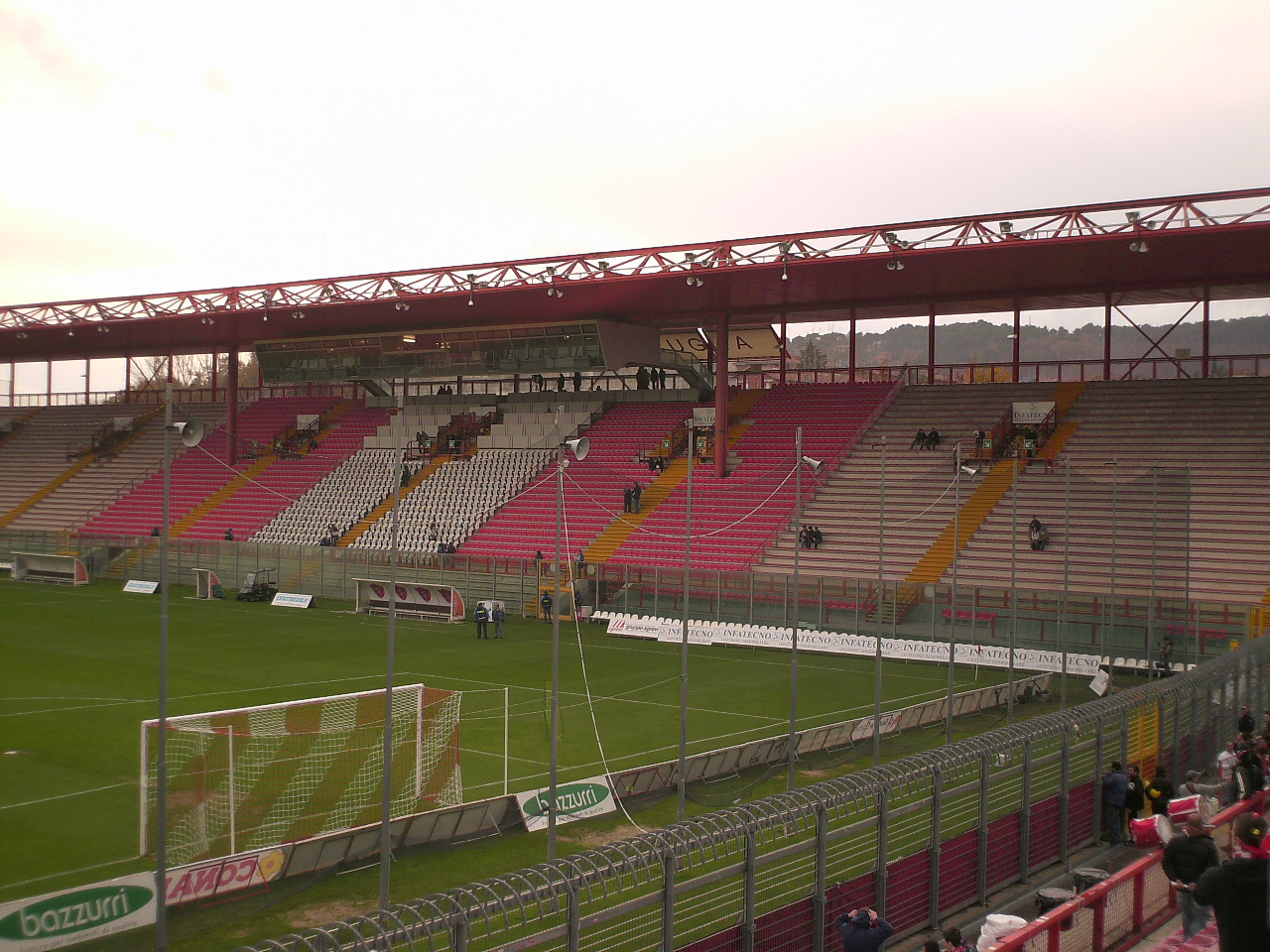
Die Haupttribüne
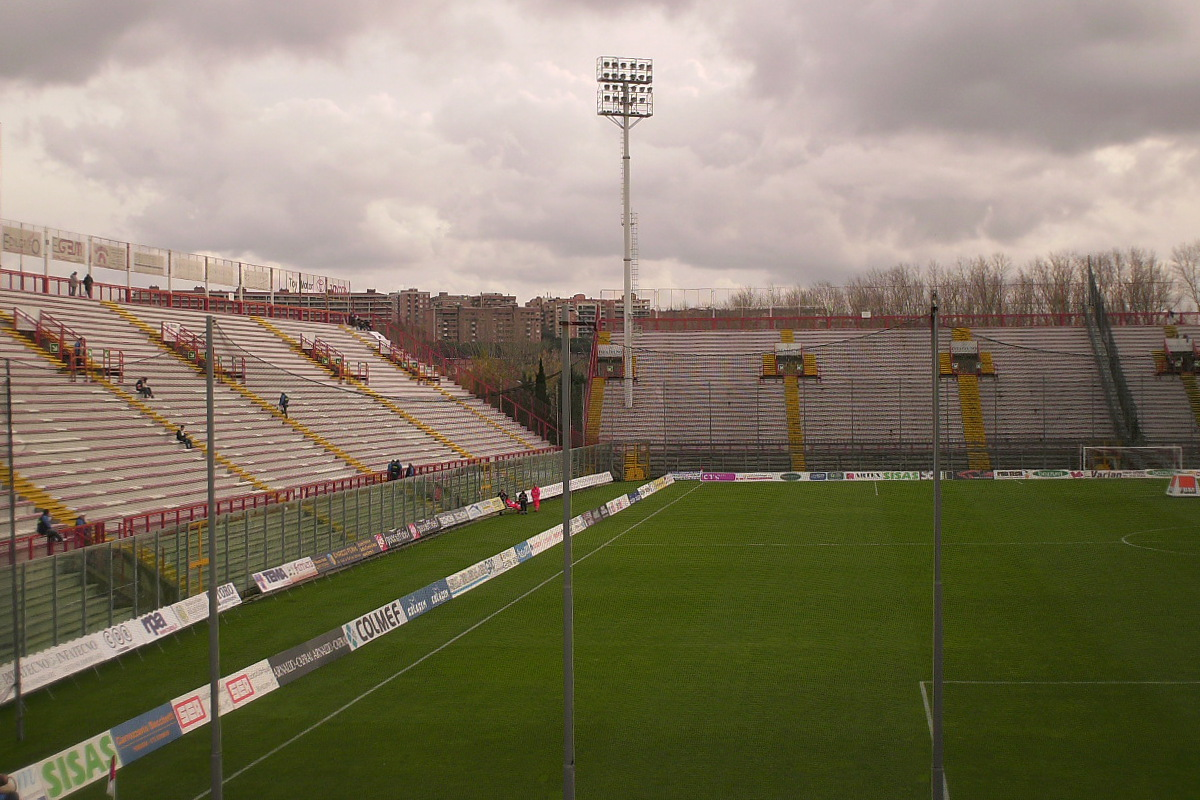
Die Gegen- sowie die Südtribüne hinter dem Tor